# Ôi thiu

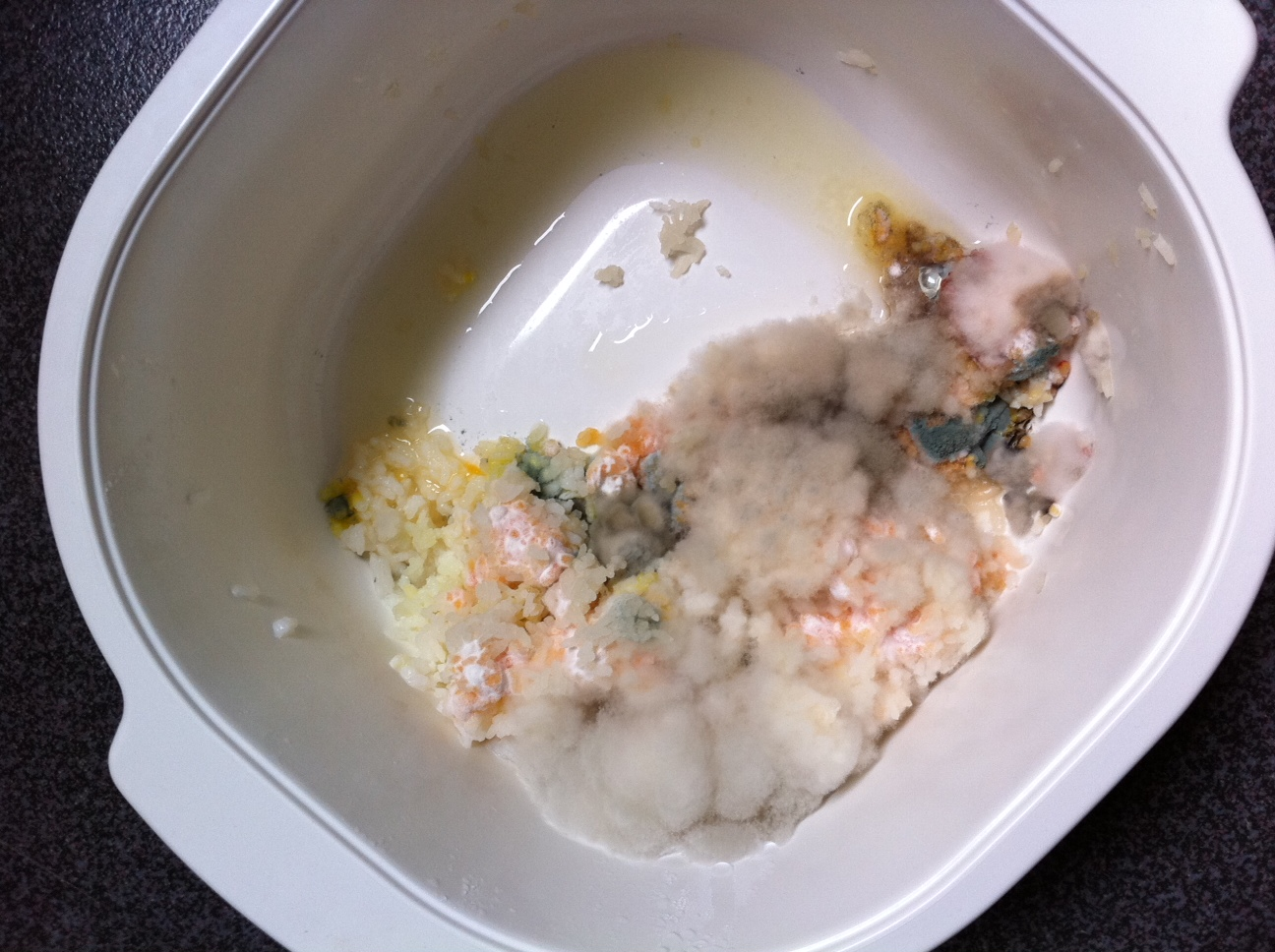
Hình ảnh này cho thấy một bát gạo trắng với nấm mốc phát triển trên nó.

Hiện tượng thức ăn bị ôi thiu là do thức ăn không được bảo quản tốt, bảo quản thức ăn không đúng cách dẫn đến các vi khuẩn hoại sinh sinh sôi, phát triển gây thối rữa, làm cho thức ăn có mùi chua, khó chịu và không ăn được nữa.

## Nguyên nhân
Hiện tượng thức ăn bị ôi thiu là do:
- Thức ăn được lưu trữ quá lâu, thậm chí trong ngăn đá tủ lạnh.
- Thức ăn không được bảo quản hoặc không bảo quản đúng cách
- Các chất trong thức ăn biến đổi gây ra các phản ứng hóa học
- Các vi khuẩn trong thức ăn phân hủy gây thối rửa

## Dấu hiệu
Thức ăn bị ôi thiu thường có các dấu hiệu sau:
- Thay đổi màu sắc
- Thực phẩm nổi bong bóng
- Mềm nhũn
- Có váng trắng
- Có đốm trắng, đen hoặc xanh lá
- Thức ăn bốc mùi

## Cách phòng tránh
Để đảm bảo thức ăn được lâu hơn cần:
- Chỉnh lại nhiệt độ bảo quản
- Nhanh chóng bảo quản thức ăn sau khi mua
- Đừng chờ thức ăn nguội hẳn rồi mới cho vào tủ
- Để riêng thực phẩm sống và chín
- Rã đông thực phẩm
- Hâm nóng thức ăn thường xuyên
- Tránh để thức ăn nhiều trong tủ
- Bảo quản thức ăn thừa một cách an toàn.

## Cách xử lí
Khi thức ăn bị ôi thiu cách tốt nhất là cần bỏ thức ăn đó đi, không nên quá tiếc mà tiếp tục ăn. Không nên để cho các con vật ăn phải đồ ôi thiu mà mình đã vứt bỏ đi.